# Orden de Predicadores
La Orden de Predicadores (del latín: ordo praedicatorum u O.P.), conocida también como orden dominicana y sus miembros como dominicos, es una orden mendicante de la Iglesia católica fundada por Domingo de Guzmán en Toulouse durante la cruzada albigense y confirmada por el papa Honorio III el 22 de diciembre de 1216.
La orden dominica destacó en el campo de la teología y doctrina al abrigo de figuras como Alberto Magno o Tomás de Aquino. Algunos de sus miembros integraron la Inquisición medieval. La orden fundó la Escuela de Salamanca de teología, filosofía y economía. Alcanzó su mayor número de miembros durante la expansión del catolicismo en los territorios de América, África y Asia incorporados a las coronas de España y Portugal, donde se reconoce la labor de personajes como Bartolomé de las Casas por su contribución temprana a la defensa de los derechos humanos. La orden tuvo un declive en la modernidad hasta el siglo XIX, pero pudo recuperar su influencia con el impulso de teólogos como Enrique Lacordaire, participando activamente en el Concilio Vaticano II y, desde entonces, contribuyendo al desarrollo del catolicismo contemporáneo. El lema principal de la orden es "Veritas",  'Verdad' en castellano. Otros lemas son: Laudare, benedicere, praedicare (‘alabar, bendecir y predicar’).

## Lema
El lema dominical está en latín: Laudare, benedicere et praedicare, que traducido al español sería: Alabaré, bendeciré y predicaré. Dándonos a entender la vida en el sacerdocio o de un monje.

## Historia
Los dominicos nacen en el contexto de la cruzada albigense, guerra emprendida por iniciativa de la Iglesia católica y la nobleza del reino de Francia en contra de los cátaros y la nobleza de Occitania a comienzos del siglo XIII. Domingo de Guzmán, natural de Caleruega (Burgos, España), era un clérigo que integraba el capítulo de la catedral de Osma. Durante un viaje diplomático realizado con su obispo Diego de Acevedo al norte de Europa, fue encargado de intentar la conversión de los cátaros instalados en el sur de Francia. Hacia 1206, organizó ―con la aprobación del papa― un grupo de predicación que imitaba las costumbres de los cátaros, viviendo pobremente, sin criados ni posesiones, pero sus intentos fueron un fracaso, lo que decidió el uso de la fuerza y el inicio de la llamada cruzada contra los cátaros.
Santo Domingo continuó madurando su idea y se fue a vivir a la diócesis de Toulouse, donde fundó un monasterio femenino en Prohuille. Finalmente, hacia 1215 organizó la primera comunidad formal de «hermanos predicadores», como fue llamada la orden naciente. Se componía de 16 integrantes. Dicha comunidad se guiaba por la regla de san Agustín y vivía en conventos o casas urbanas, bajo una espiritualidad a la vez monástica y a la vez apostólica. El lema escogido fue «Contemplari et contemplata aliis tradere» (‘contemplar y dar a otros lo contemplado’). Todo esto fue novedoso para la época, pues hasta entonces los religiosos vivían en monasterios y no se dedicaban a la predicación, la cual era oficio propio de los obispos. Los dominicos tomaron como ejes de su carisma el estudio y la predicación, unidos a la pobreza mendicante.
De manera paralela a la fundación de los predicadores y de las monjas, nació la Milicia de Jesucristo, después conocida como Tercera Orden de la Penitencia de Predicadores, que sería la rama seglar de la organización. En la actualidad es conocida como orden seglar dominicana, y sus miembros como seglares de la orden de predicadores. Entre los miembros más famosos de esta rama de la orden, se encuentran Catalina de Siena, Sigrid Undset y Pier Giorgio Frassati.

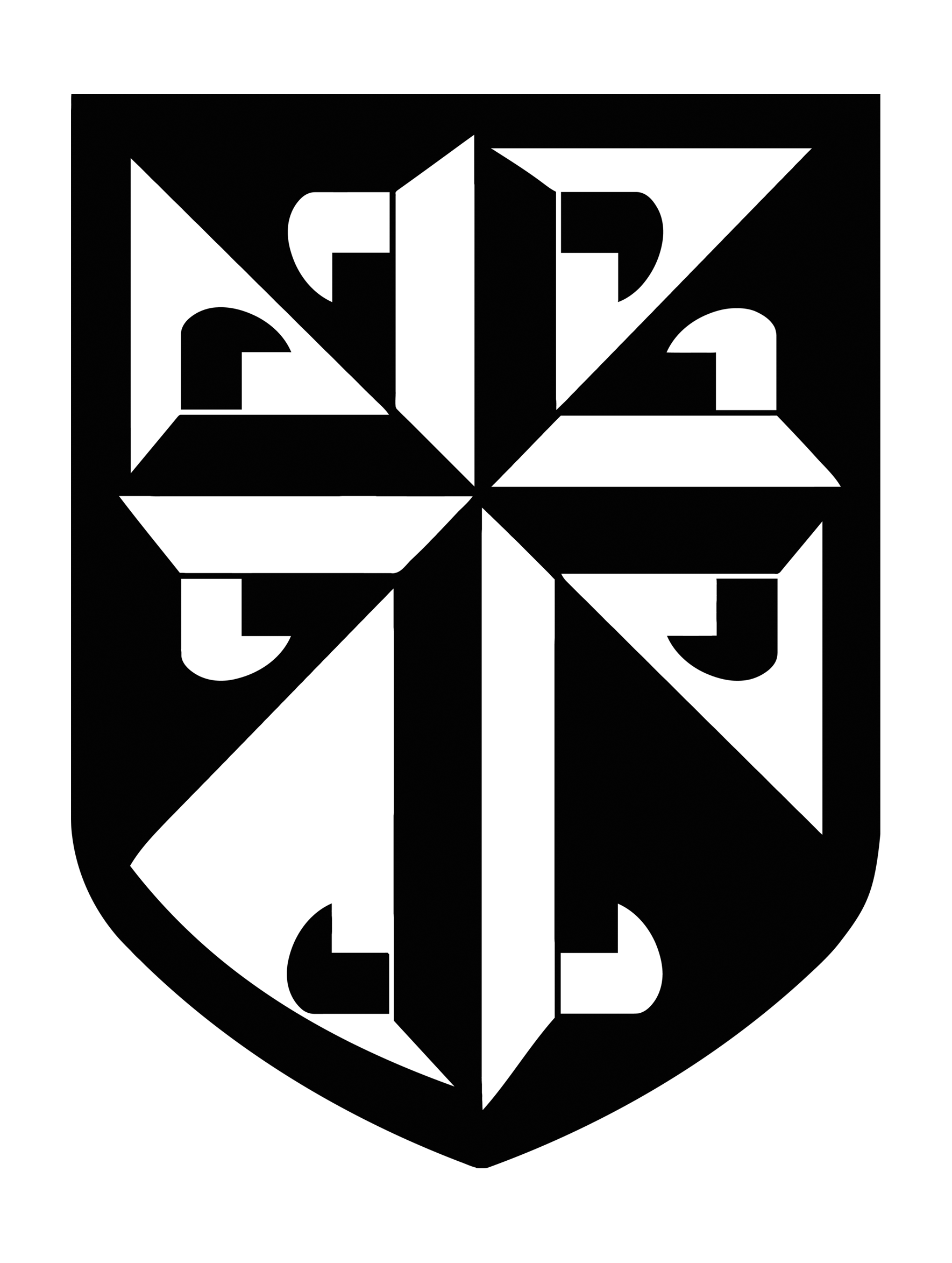
Blasón de la orden de predicadores, una cruz flor de lis de color blanco y negro sobre un campo de lo mismo, colores alusivos al hábito de los dominicos.

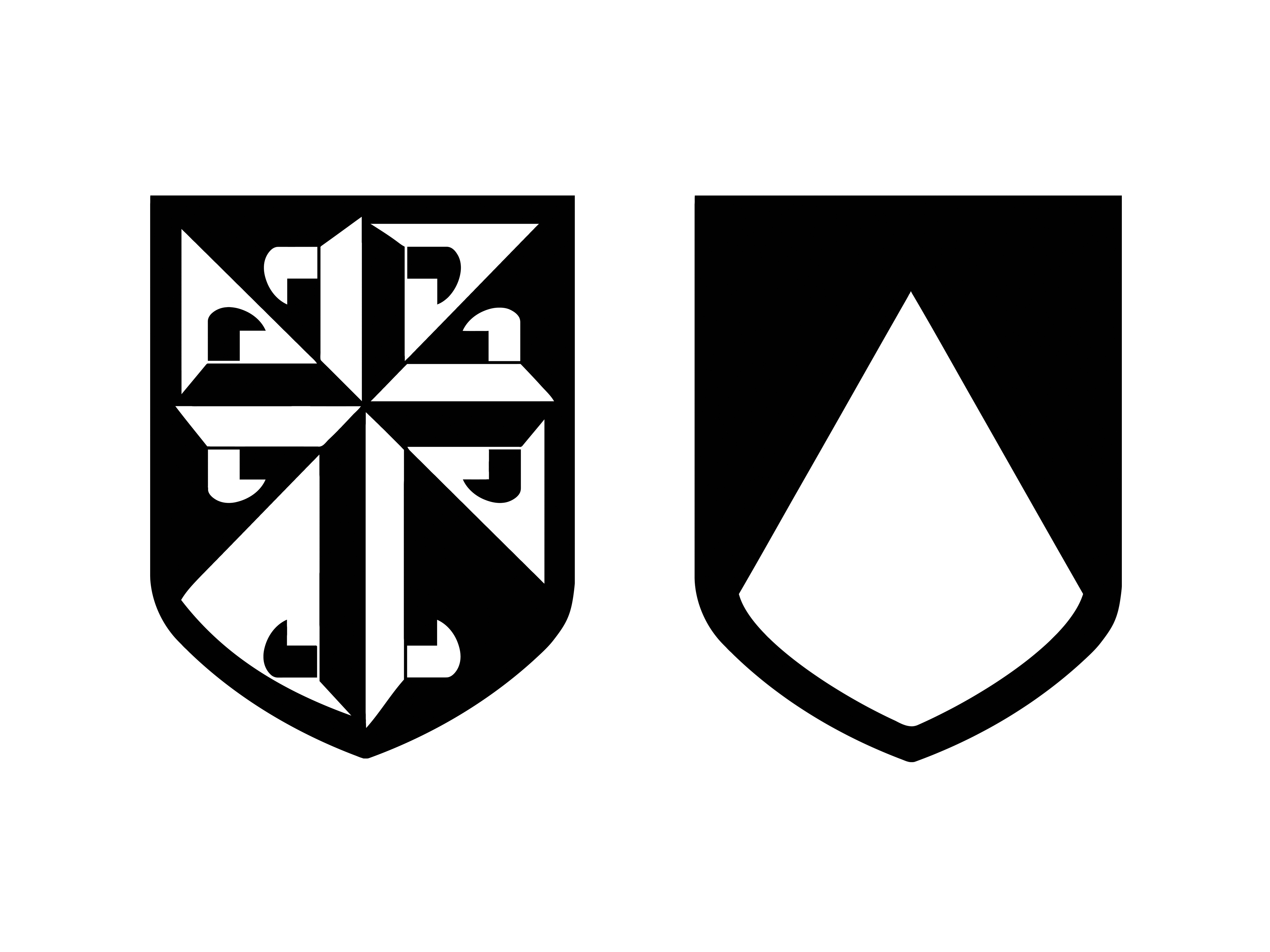
Blasones de la Orden de Predicadores.

La orden fue aprobada por el papa Honorio III en 1216. Pocos años después, santo Domingo tomó la decisión de dispersar al pequeño grupo, enviándolo a lugares claves de la Europa de entonces: París y Bolonia, donde se encontraban las dos principales universidades del mundo occidental. El éxito fue inmediato. Si en 1221, cuando murió su fundador, los dominicos eran alrededor de 300 frailes, unos cincuenta años más tarde el número rondaba los 10 000 miembros. Este proceso de crecimiento se inició principalmente con el Beato Jordán de Sajonia como inmediato sucesor de Santo Domingo de Guzmán. Hasta el siglo XIX, los dominicos representaron la segunda comunidad masculina más numerosa, después de los franciscanos.
Pronto se hicieron muy populares, y grandes teólogos se forjaron en sus filas. Los casos más renombrados son los de Tomás de Aquino, Alberto Magno, Meister Eckart y Vicente Ferrer.
La preparación y formación teológica expuesta tanto por los dominicos como por los franciscanos hizo que al fundarse la Inquisición, en 1231, el papa Gregorio IX se fijara en estos religiosos y les confiara su organización, que llevaron adelante con mucho celo, al punto de que los dominicos quedaron asociados para siempre con este tribunal medieval. Tal vez los más famosos inquisidores fueron los dominicos Bernardo Gui (o de Guio) en Francia (+1331) y, sobre todo, Tomás de Torquemada (+1498) en España.
Tras una decadencia que afectó a todas las órdenes religiosas en general durante el siglo XIV, los dominicos se reformaron en el siglo XV, y tuvieron una nueva época de gloria intelectual que protagonizaron los dominicos del Convento de San Esteban de Salamanca, donde se forjó la Escuela de Salamanca, en su faceta teológica, que daría después sus frutos en la filosofía, el derecho y la economía, con personajes de la talla de Francisco de Vitoria, Tomás de Mercado o Domingo de Soto, que hicieron unos planteamientos sobre los problemas de la sociedad inusualmente avanzados.
Mientras tanto se enfrentaban a una nueva tarea: la Evangelización de América. Su trabajo allí fue muy importante y en los anales de la historia se tiene en especial consideración a Fray Bartolomé de las Casas, Fr. Antonio de Montesinos, Fr. Pedro de Córdoba, San Luis Beltrán y otros más por su labor en la defensa de los derechos de los indígenas americanos.
En América, los dominicos también intervinieron en la educación de la población criolla, a través de la fundación de centros universitarios y en la propagación de prácticas y devociones que aún hoy están presentes entre la población católica, como la devoción a la Virgen María a través del rezo del rosario.

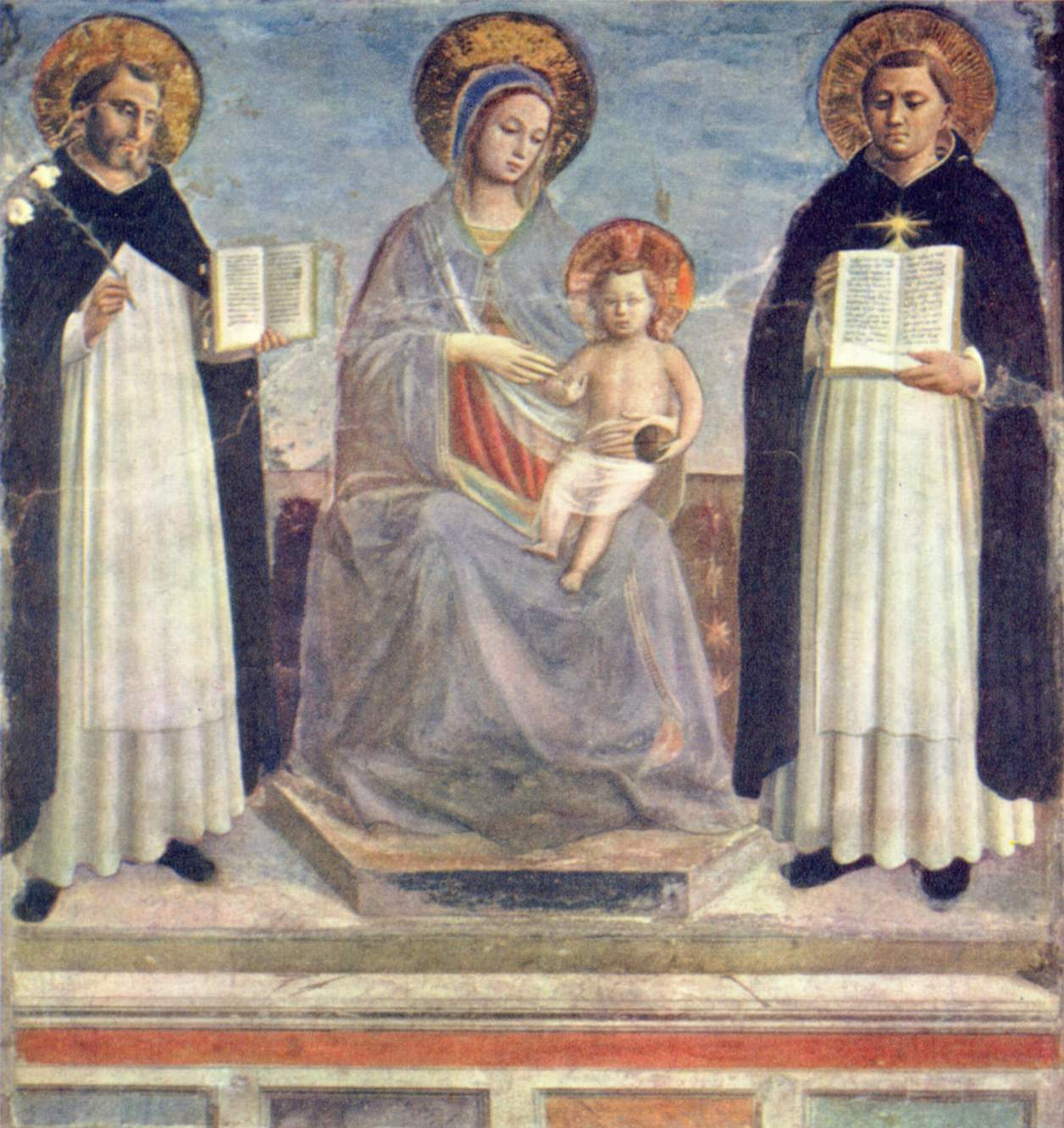
María con santo Domingo y santo Tomás de Aquino, por Fra Angélico, fresco (196 x 187 cm) ejecutado en 1420, hoy en Hermitage, San Petersburgo, Rusia.

Al advenir la época de las revoluciones (siglos XVIII-XIX) tanto en Europa como en América, la orden soportó la crisis más grande de su historia. La inobservancia, la laxitud, la aridez intelectual, unida a los ataques que desde el exterior lanzaron las autoridades políticas de corte liberal, la llevaron a casi desaparecer por completo. A partir del siglo XIX comenzó una segunda restauración, si bien el número de religiosos nunca volvió a tener el guarismo de otras épocas. Uno de los restauradores más conocidos por su influencia en Francia y en Europa en general, fue Enrique Lacordaire.
En el siglo XX la orden dominicana recuperó parte de su antiguo esplendor en el campo teológico y pastoral. Por medio de teólogos como Marie Dominique Chenu, Yves Congar, Santiago Ramírez y Aniceto Fernández, entre otros, los dominicos tuvieron una influyente participación en el Concilio Vaticano II. En la actualidad, los alrededor de 6500 frailes que existen se dedican especialmente al estudio teológico y filosófico, a la pastoral en parroquias, a la misión y la enseñanza en centros de estudio.

## Inquisición

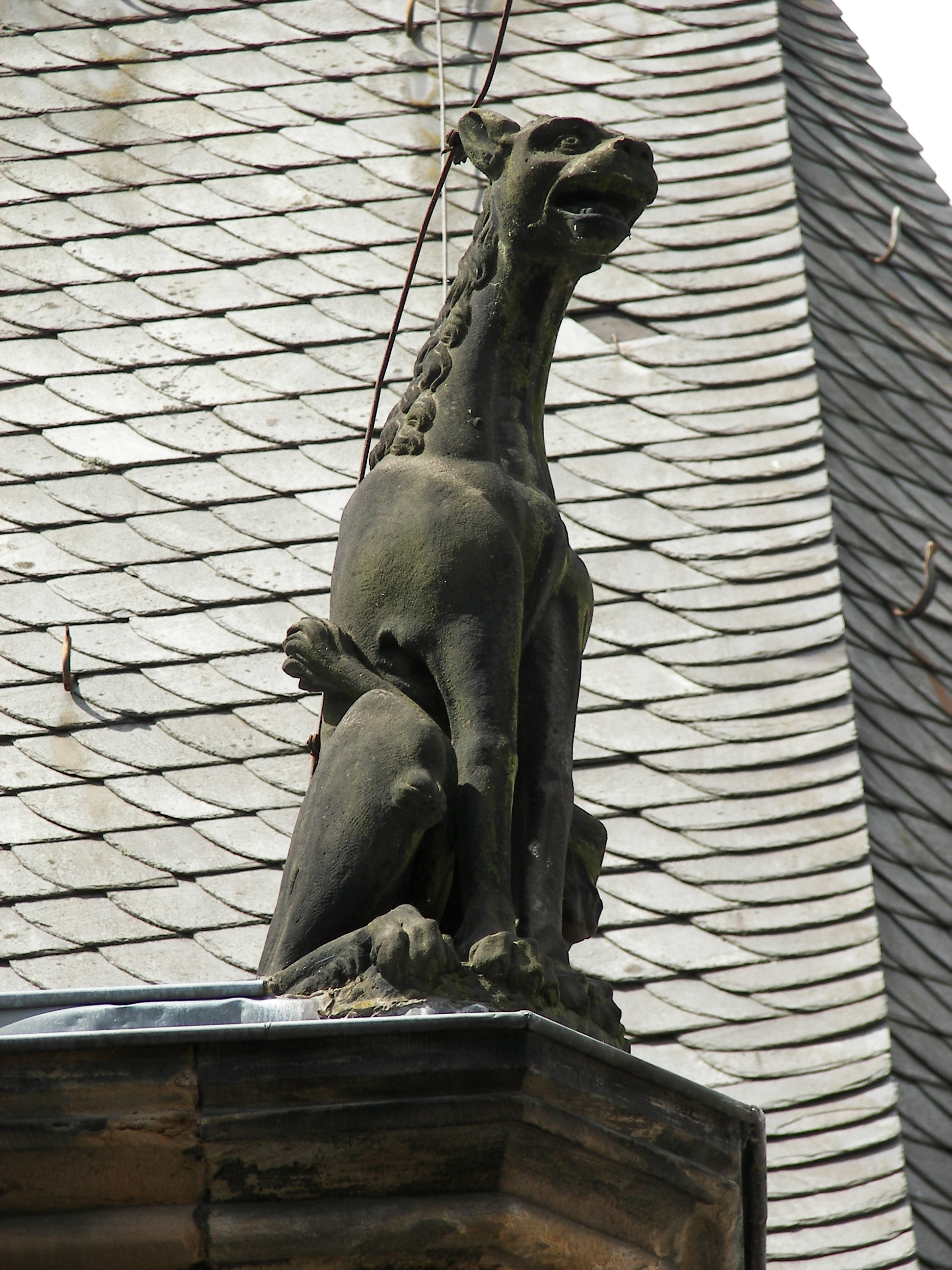
La obra Domini-Canes, ubicada en la esquina de la Alte Universität de la ciudad de Marburgo.

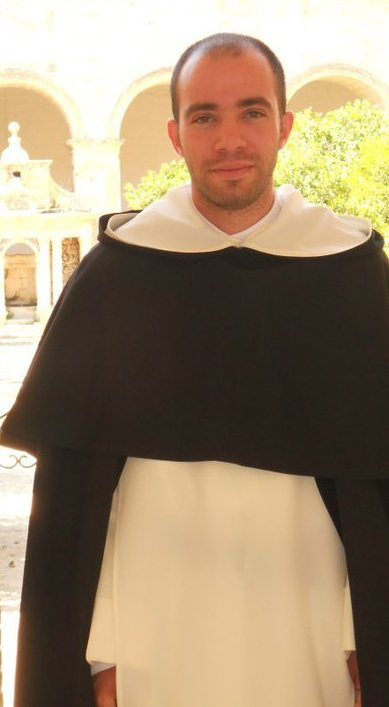
Dominico (2012).

Como consecuencia de las experiencias que la orden dominicana había realizado ya desde pronto en fuertes argumentaciones intelectuales contra los herejes, el papa Gregorio IX les encomendó la persecución de los herejes en su bula "Ille humani generis". Por su acérrima dedicación a esta tarea, pronto recibieron el sobrenombre de "Domini Canes" (perros del Señor). Célebre es la obra Domini-Canes que la ciudad de Marburgo (Alemania) les dedicó y que se conserva hasta nuestros días. Su tenacidad persecutoria hizo estragos en toda Europa, sin tener consideración ni con sus propios hermanos, como quedó patente en la detención, tortura y ejecución de Giordano Bruno. Los dominicos se destacaron también sobremanera en la persecución de las brujas, como relata Nicolás Jacquier o Heinrich Kramer, autor de la obra Martillo de las brujas.
En el año 2000, el capítulo de la provincia de Teutonia (Alemania) se posicionó de forma muy crítica en la visión sobre su pasado, declarando lo siguiente:

«Monjes dominicos alemanes estuvieron no solo implicados en la Inquisición, sino que actuaron de forma patente y extensa. Está certificada su colaboración en inquisiciones de los obispos y en la denominada Inquisición romana. Independientemente de las justificaciones históricas para su participación, hoy reconocemos las consecuencias desastrosas de esas actuaciones de nuestros hermanos. Pensamos que esto es un capítulo oscuro e impresionante de nuestra historia. Y esto vale igualmente para la colaboración demostrada del dominico alemán Heinrich Kramer en la persecución de las brujas. A través de su obra el Martillo de las brujas (Malleus Maleficarum), dio apoyo, respaldo y promocionó ampliamente estas prácticas de extremado desdén para con las personas. Mediante las persecuciones a las brujas, con torturas, mutilaciones y amputaciones en vivo, causaron un sufrimiento desmesurado sobre innumerables personas (especialmente mujeres), en muchos casos de los cuales el final era una muerte lenta e ignominiosa. Monjes dominicos alemanes han contribuido, junto con otros, a crear las condiciones para que estos hechos ocurrieran. La historia de las víctimas —en su mayoría anónimas y olvidadas—, no podemos dejar pasar sin más. Y dado que una reparación resulta imposible, nos queda sólo la obligación moral del recuerdo. Sabemos, que el espíritu de la Inquisición y de la persecución de las brujas (discriminación, exclusión, marginación y destrucción de quien piense de otra forma), también se dan de forma latente hoy en día, ya sea en la iglesia como en la sociedad, tanto en cristianos como en no-cristianos. Contrarrestar esto en la medida de lo posible y promover siempre el respeto integral de los derechos humanos, es nuestro compromiso con la deuda que debemos a las víctimas de la Inquisición dominicana y a la caza de brujas. Éste es el motivo de la llamada del capítulo de Teutonia a todos los hermanos de nuestra provincia para que se impliquen en esta tarea.»

## Atributos iconográficos

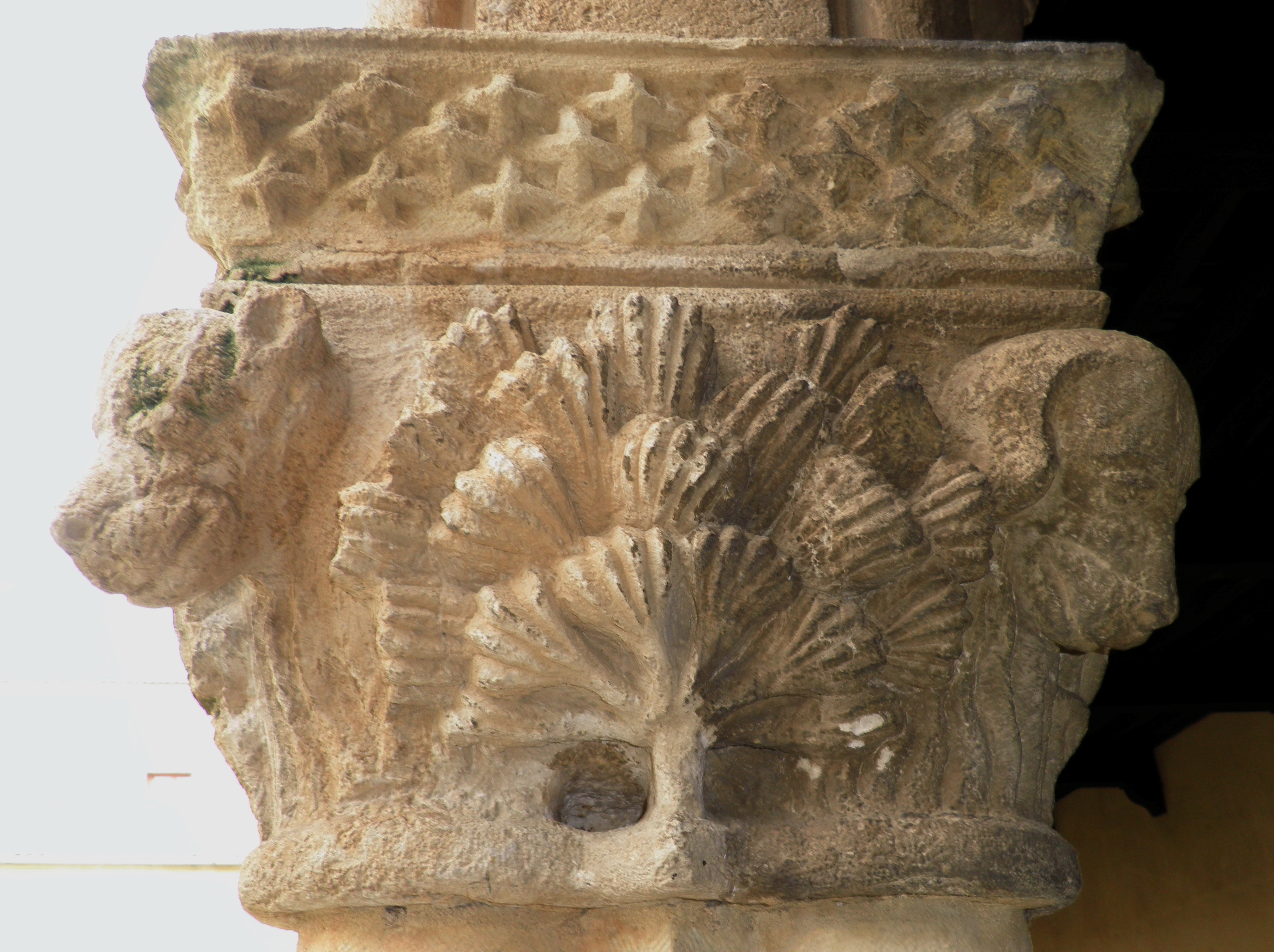
Capitel con perros guardando el «árbol del Señor», alegoría de la orden, en el monasterio de Santa María la Real de Nieva.

Se describen en la «Leyenda», denominación genérica de la primera biografía de santo Domingo de Guzmán, obra del fraile español Pedro Ferrand. Según esta, Juana de Aza, estando embarazada del santo, tuvo un sueño en el que daba a luz un cachorro que portaba una antorcha encendida en su boca y un globo a sus pies. Inquietada por el sueño, peregrinó a un monasterio benedictino cercano fundado por santo Domingo de Silos, el cual interpretó que anunciaba la luz que el niño daría al mundo con su predicación. Según la "Leyenda", agradecida la madre, puso el nombre de aquel a su futuro hijo. Los propios dominicos se considerarían a sí mismos como los perros pastores de la Iglesia.
Una etimología apócrifa atribuye el nombre «dominicanos» a Dómini canis (‘perros del Señor’, en latín), pero en realidad se deriva del nombre de su fundador: Domingo (Dominicus, en latín). Igualmente los dominicos han sido considerados como los perros guardianes de la Iglesia, siendo usado tal apelativo tanto como afrenta o como motivo de orgullo.

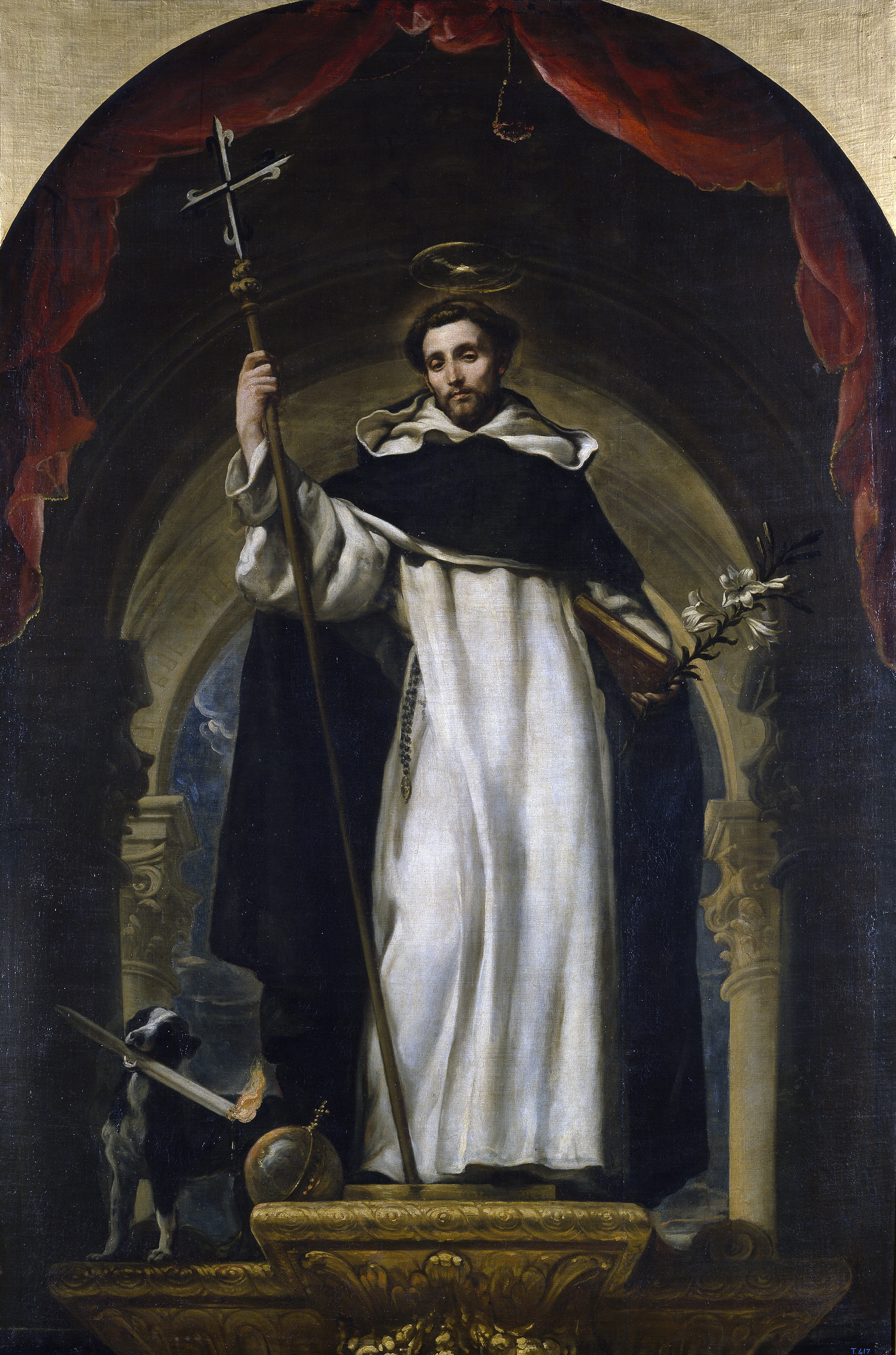
Santo Domingo de Guzmán, por Claudio Coello (c. 1685), Museo del Prado. El santo porta la cruz patriarcal de la orden en la mano derecha, emblema de su misión apostólica, y en la izquierda el Evangelio, además de un ramo de azucenas, símbolo de pureza. Sobre su cabeza, una estrella a modo de planeta centrando el nimbo o aureola. De su cintura se desprende un rosario y a sus pies, descansan el globo del mundo y un perro portando una antorcha encendida, completando los atributos iconográficos clásicos del santo y la orden dominica.

La estrella, presente en el «stemma liliatum» (escudo liliado) de la orden, es descrita en otro episodio de la "Leyenda", que narra cómo durante el bautismo del predicador apareció una estrella en su frente. En cuanto al origen de la cruz del escudo de los dominicos, responde a otro atributo del santo, la flor de lis, presente ya en forma de cruz flordelisada en el propio escudo de la familia Aza.
En su predicación por Europa, siempre se le describe acompañado del Evangelio de san Mateo y las Cartas de San Pablo, otro atributo del santo y, en general, de la orden. Su hagiografía cuenta que en una noche de vigilia, los Santos Mateo y Pablo se manifestaron mientras oraba. San Mateo, portando su Evangelio, y San Pablo, portando sus Cartas, le anunciaron: «Ve y predica, porque has sido llamado para este ministerio».
Utilizan como emblema más conocido (tuvieron varios en su historia, y muchos de ellos siguen vigentes en su uso) una cruz flordelisada con los colores de la orden.

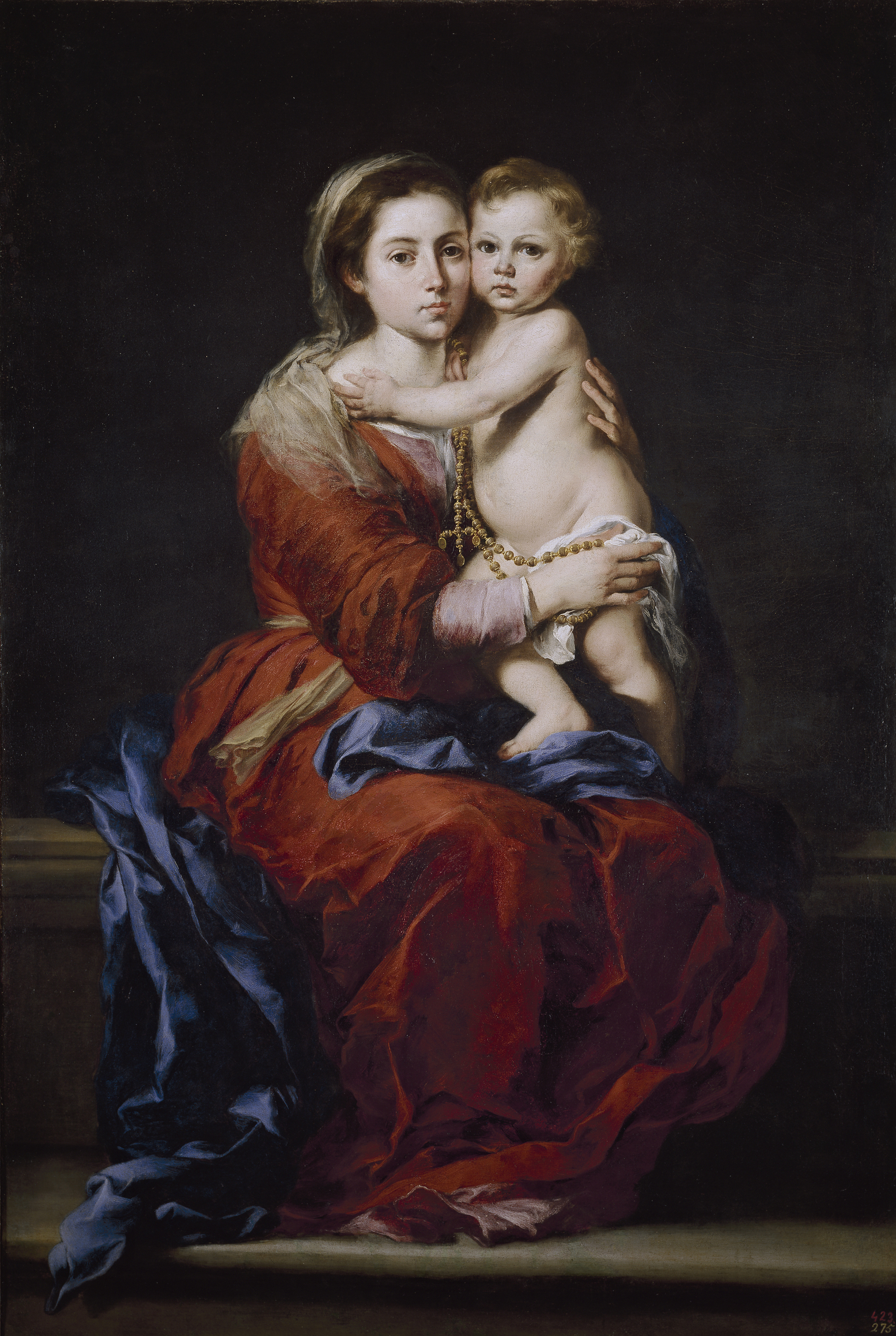
La Virgen del Rosario se le apareció a Santo Domingo de Guzmán, fundador de la Orden de Predicadores. En diversas apariciones, se le presenta a los frailes, en un caso para mostrarle el hábito de la Orden Religiosa, también se le apareció a Santos Dominicos como Santa Rosa de Lima, en su desposorio místico.

Estos son los atributos más importantes junto a la iconografía del rosario, el cual le fuera revelado a santo Domingo por la Virgen María[cita requerida] en otro episodio mítico de su vida. El rosario sería uno de los ejes principales de doctrina de la orden de santo Domingo.

## Hábito
Su hábito es blanco y consiste en un alba o túnica, una capilla con capucha (conocida también como esclavina), un escapulario y un rosario de veinte misterios sujeto al cinto, antiguamente de 15 misterios; y capa de color negro, usada en el coro. Hasta entrado el siglo XX, era común que llevaran tonsura, práctica abandonada actualmente.

## Ramas de la Orden (Familia Dominicana)

### Orden de Predicadores (Frailes)
Es la rama de los frailes, Orden Primera de la Orden de Predicadores, compuesta de frailes sacerdotes o legos

### Fraternidad Sacerdotal de Santo Domingo
Fraternidad a la cual se asocian sacerdotes diocesanos que no profesan los mismos votos de los frailes, y no viven en los conventos de la Orden, su asociación se asemeja al modelo de la Tercera Orden

### Monjas de la Orden de Predicadores (Orden Segunda)
Son monjas de clausura, cuya forma de vida se caracteriza por la clausura y la vida contemplativa

### Hermanas Religiosas de la Orden de Predicadores
Estas hermanas no son monjas, sino hermanas de vida activa dentro de la familia religiosa, cuya misión y apostolado incluye la educación en escuelas, el apostolado inctelectual, el apostolado por las vocaciones y la evangelización.

### Fraternidad Seglar (Tercera Orden de Santo Domingo)
Artículo principal: Tercera Orden de Santo Domingo
Es la rama laical de la Orden de Predicadores, estos son los laicos que hacen promesas para vivir la regla y constituciones de la Tercera Orden, llevan el hábito de la misma, y viven en el mundo, es decir, en sus hogares. No toman votos, ni viven en comunidad, hoy en día se les conoce como Fraternidad Laical de Santo Domingo.

### Movimiento Juvenil Dominicano
Surgió en la década de 1990. Es el movimiento juvenil de la Orden de Predicadores, quienes comparten experiencias y participan del apostolado de la Orden, pueden ser posteriormente laicos de la tercera orden, o aspirar a la vida consagrada. Los grupos colaboran y se coordinan habitualmente a nivel de país y se agrupan bajo el paraguas de una estructura internacional denominada International Dominican Youth Movement (IDYM) y coordinada por los propios jóvenes del movimiento.

### Cofradías y Apostolados de la Orden de Predicadores
Artículo principal: Cofradía del Santísimo Rosario
Dentro de las asociaciones piadosas de la Orden de Predicadores, pueden encontrarse la Cofradía del Santo Rosario fundada por el Beato Fray Alan de la Roca, OP, la Cofradía de la Milicia Angélica o del Cíngulo de Santo Tomás de Aquino, o la Cofradía del Santo Nombre (Holy Name Society), todos son apostolados de los Dominicos.

## Organización
El gobierno máximo de la orden reside en el Capítulo General, que se reúne cada tres años. Para el gobierno cotidiano el Capítulo General elige un «maestro de la orden» que gobierna durante un período de nueve años en sucesión de santo Domingo. El maestro de la orden, junto con la Curia Generalicia, radica en el antiguo convento y basílica de santa Sabina, en el Aventino (Roma). El actual maestro de la orden es fray Gerard Timoner (electo en 2019).
Ver Maestro General de la Orden de Predicadores

## Personalidades de la orden

### Santos y beatos de la orden
- Tomás de Aquino
- Fra Angélico
- Vicente Ferrer (santo)
- Ascensión Nicol y Goñi
- Domingo de Guzmán
- Manés de Guzmán
- Rosa de Lima
- Alberto Magno
- Benedicto XI
- Álvaro de Córdoba
- Inés de Montepulciano
- Inocencio V
- Pío V
- Martín de Porres
- Jordán de Sajonia
- Catalina de Siena
- Sadok y los mártires de Sandomierz
- Pedro de Verona
- Juan Macías
- Jacinto de Cracovia
- Raimundo de Peñafort
- Antonino de Florencia
- Lorenzo Ruiz
- Pier Giorgio Frassati
- Luis de Montfort
- Narcisa de Jesús
- Pedro González Telmo

### Dominicos en la ciencia

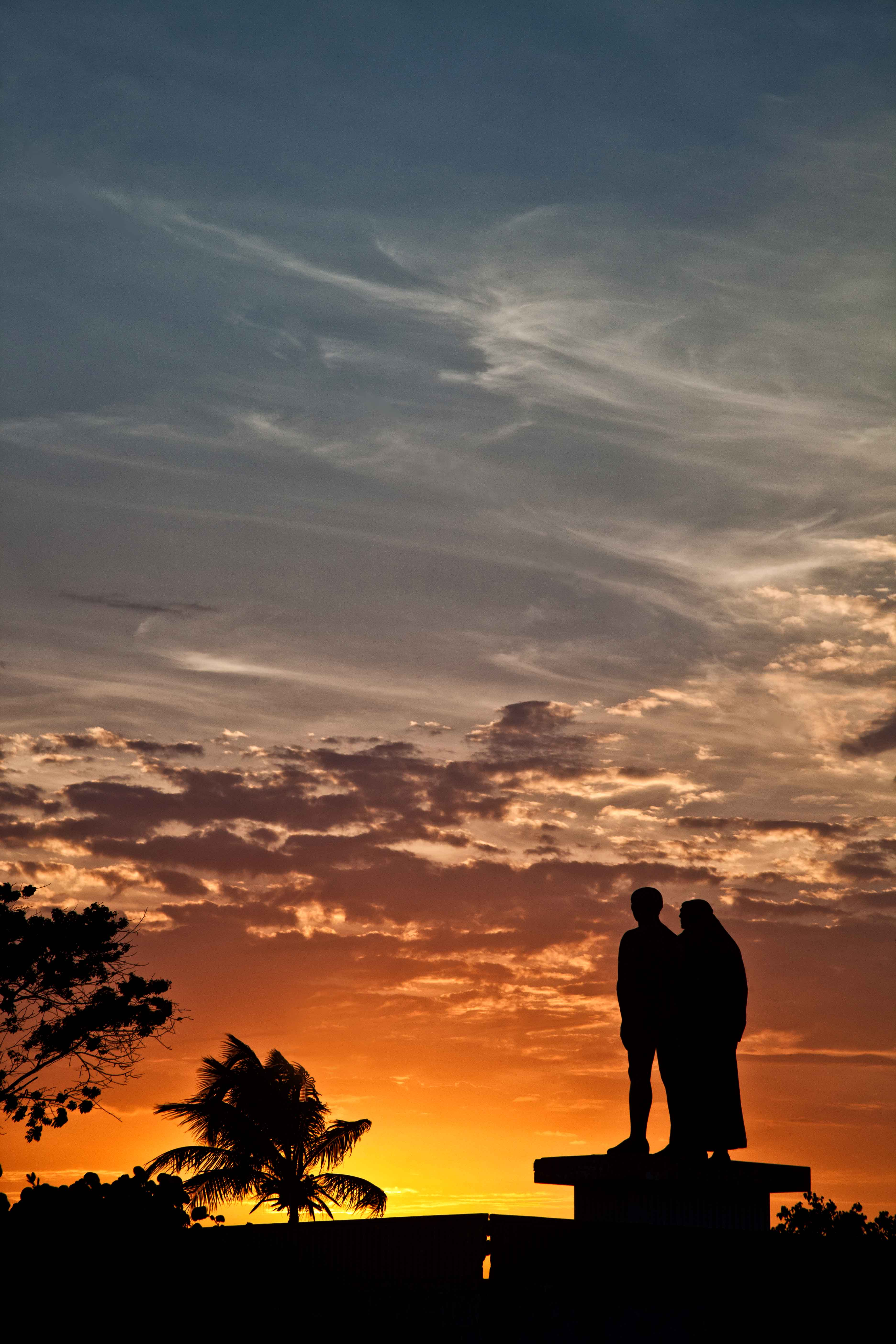
Fundación de Cumaná, el Monje y el Indio

- Antonio Alcalde Barriga. (1701-1792) Urbanista y misionero dominico español. Fundó el Hospital Real de San Miguel de Belén (actual Hospital Civil de Guadalajara), de la Real Universidad de Guadalajara (UdeG) y de la nueva sede del Beaterio de Santa Clara, para asistencia de mujeres desamparadas.
- Vicente de Beauvais (1190-1264). Erudito, escribió la enciclopedia Espejo mayor, compendio de física y ciencias naturales.
- Teodorico Borgognoni (1206–1298) Médico, cirujano y fraile y obispo dominico italiano. Dos obras sobre cirugía son de su autoría, uno de ellos un tratado sistemático en 4 volúmenes, rompiendo con ciertas prácticas quirúrgicas de ése entonces. Además, tiene otros sobre veterinaria y cetrería. Promovió un enfoque más antiséptico, el uso de desinfectantes y anestésicos en la cirugía.
- Giordano Bruno (1548-1600). Filósofo, astrónomo, teólogo, poeta, y teórico científico.
- Tomás de Cantimpré (1210-1270). Zoólogo escritor de la enciclopedia Sobre la naturaleza de las cosas integrada por 20 libros.
- Bartolomé de las Casas (1474 o 1481-1566), precursor de la legislación sobre de los Derechos Humanos.
- Ignacio Danti (1536-1586). Miembro de la comisión científica que diseñó el calendario gregoriano.
- Vicente Ferrer (1350-1419) Escritor, fraile y santo dominico español. Fundador del orfanato más antiguo del mundo, que todavía sigue funcionando.
- Teodorico de Freiberg (1250-1313), dominico alemán, profesor en París. Fue el primero en explicar el arcoíris de manera cualitativa. Su hipótesis fue adoptada posteriormente por Descartes
- Alberto Magno (1193–1280) Químico, musicólogo, filósofo, escritor, catedrático, economista, astrólogo, entomólogo, teólogo, geógrafo, botánico y fraile dominico. Doctor de la Iglesia, beatificado y venerado entre los católicos, luteranos y anglicanos. Descubrió el arsénico. Demostró que la tierra era esférica. Promotor del pensamiento aristotélico. Sistematizó el estudio de los minerales y muchas cosas más. Escribió un ensayo repartido en 7 libros de inspiración aristotélica en el que se incluyen problemas de fisiología vegetal y una clasificación de las plantas refundiendo la de Aristóteles y la de Teofrasto, y en la que por primera vez aparece una diferencia entre Monocotiledóneas y Dicotiledóneas. En el primer grupo (plantas sin hojas) incluye buena parte de las Criptógamas, y entre las plantas con hojas, las corticadas se corresponden con las Monocotiledóneas y las tunicadas con las Dicotiledóneas. Santo Tomás de Aquino fue uno de sus discípulos.
- Vincent McNabb (1868-1943) Economista y sacerdote dominico. Aportó al distribucionismo, a la economía moderna, a la estructura social y política, que hasta el día de hoy se mantiene válida. Este análisis es un argumento en contra de la “economía racionalizada” y la “planificación social” porque vio claramente como la meta de ambas era el sacrificio de la familia por el altar llamado supuestamente “Eficiencia”. Su lema fue: “Produce tanto como puedas, consume lo menos que necesites”.
- Tomás de Mercado (1523 — 1575) Teólogo, economista, catedrático y fraile. Partidario del libre comercio, criticó la usura y los monopolios. Aborda: Sistemas de Precios, Intervención Estatal, Monopolios, mercantilismo internacional, Bien Común y Justicia Distributiva, Orígenes de la Propiedad y del Comercio, Orígenes de la Moneda y la Compra-Venta. Establece una guía moral para que los comerciantes estableciesen precios justos a sus productos y mostraba preocupación por el comercio a crédito principalmente por aumentar los precios. Influyó en la escuela de chicago, y Milton Friedman. Lo comparan con Adam Smith. Escribió su Obra en México: ¨Suma de Tratos y Contratos¨ (1569) ¨Suma de Mercado¨.In logicam magnan Aristoteles Commentarii 1571, una traducción, con comentarios, de la obra de Aristóteles
- Guillermo de Moerbeke (1215–1286) Traductor y sacerdote flamenco. Se convirtió en el estándar clásico de los traductores.
- Antonio de Montesinos (1475-1540). Primer defensor de los indios en América. Denunció los abusos cometidos por los españoles en La Española.
- Juan de Ortega (1480-1568). Matemático autor del Tratado subtilísimo d'aritmética y geometría. Su trabajo contribuyó al desarrollo de la teoría sobre la caída libre.
- Domingo de Soto (1495-1560). Físico, utilizó la velocidad media para calcular el camino recorrido en caída libre.
- Francisco de Vitoria (Burgos, 1483/1486 – f. Salamanca, 1546), fundador del Derecho Internacional.Escribe y refuerza la teoría de la escasez influida por la oferta y la demanda.
- Richard de Wallingford (1292–1336) Matemático, astrónomo, y monje benedictino inglés. Aportó el reloj astronómico a la horología (técnicas para medir el tiempo y las horas), que incluía la medición horas, minutos y las mareas. Padre de los relojes mecánicos, que se empezaron a instalar en Iglesias y ayuntamientos. Anteriormente había relojes de vela, de agua, de arena y de sol, de mercurio de pie, de misa y solar.

## Publicaciones

### Archivo Dominicano
El Archivo Dominicano (AD) es un anuario de investigación histórica sobre la Orden de Predicadores, nacido a la vera del Instituto Histórico Dominicano de la Provincia de España (IHDOPE) aprobado, a su vez, en el Capítulo provincial celebrado en 1975.
Creado el Instituto Histórico y establecido el Archivo de Provincia en el convento de San Esteban de Salamanca, el material archivístico que se conservaba en él, el que se iba recibiendo de los conventos de la Provincia, y el procedente de otras entidades y personas, hizo crecer la idea de publicar un anuario en el que fuese apareciendo la rica, abundante y olvidada historia de la Provincia dominicana de España, tanto en tierras peninsulares como en las de allende los mares. Y así fue como en 1980 apareció el anuario AD. Su primer director (1980-1996) fue el dominico Ramón Hernández Martín, ayudado en un principio por los también dominicos Antonio Gutiérrez y Julián Merino. En 1981 se incorporó al Archivo-Instituto José Barrado Barquilla, que es, desde el año 1996, el segundo y actual director de AD, y en 1985 lo hizo Lázaro Sastre Varas; otros colaboradores han sido Ángel Martínez Casado e Iván Calvo Alonso.
Desde su primer número la revista se ha mantenido en la dirección y objetivo iniciales: ser el órgano de expresión científica del Instituto Histórico Dominicano dando a conocer la historia de la Orden de Predicadores desde el siglo XIII hasta nuestros días, con especial énfasis en el área Iberoamericana-filipina. A partir del número XXVI (2005) el anuario, de 400 páginas, se convirtió en revista interprovincial dependiente de las provincias dominicanas asentadas en la península ibérica (JIP), decisión aprobada el 30 de mayo de 2004 por los Provinciales y los Consejos de las cinco provincias Dominicanas Ibéricas.
Hasta el momento, Archivo Dominicano sigue siendo el único anuario en lengua española dedicado exclusivamente al campo histórico de la Orden de Predicadores en el área geográfica arriba citada.

## Presencia de los dominicos en santuarios
Colombia
- En Boyacá
  - Son los encargados, desde el siglo XVII, de la Basílica de Nuestra Señora del Rosario, patrona de Colombia, en Chiquinquirá.

 España
- En Canarias
  - Encargados de la Real Basílica y Santuario Mariano de Nuestra Señora la Virgen de la Candelaria (patrona de Canarias), en Tenerife.[7]
- En Castilla y León
  - Encargados de la Basílica de la Virgen del Camino, en la provincia de León.[8]
  - Están encargados del Santuario de Nuestra Señora de la Peña de Francia, en la provincia de Salamanca.

 Ecuador
- En Tungurahua
  - Encargados del Santuario de Nuestra Señora de Agua Santa en Baños

 Guatemala
- Son responsables de la Basílica Menor de Nuestra Señora del Rosario, patrona del país.